# Littledean
Littledean – wieś w Anglii, w hrabstwie Gloucestershire, w dystrykcie Forest of Dean. Leży 18 km na zachód od miasta Gloucester i 166 km na zachód od Londynu.